# Predrag Vranicki
Predrag Vranicki (Benkovac, Kraljevina SHS, 21. siječnja 1922. – Zagreb, Republika Hrvatska, 31. siječnja 2002.), hrvatski filozof.

## Životopis
Predrag Vranicki rodio se u Benkovcu. Studij medicine prekida radi pristupanja partizanskom pokretu. Nakon završetka rata upisuje studij filozofije na Filozofskom fakultetu u Zagrebu i diplomira 1947. Nakon studija nastavio je raditi na Katedri za filozofiju kao asistent. Potom je doktorirao na Sveučilištu u Beogradu 1951. ubrzo postaje docent, potom i redovni profesor.
Predrag Vranicki bio je niz godina predstojnik katedre za teorijsku filozofiju i ujedno Katedre za marksističku filozofiju, dekan Filozofskog fakulteta (1964./1965. do 1965./1966.) Uz profesora Vladimira Filipovića jedan je od utemeljitelja Instituta za filozofiju i njegov prvi ravnatelj 1967., 1966. izabran je za predsjednika Jugoslavenskog udruženja za filozofiju. Od 1972. do 1976. je rektor Zagrebačkog sveučilišta, a od 1973. je redovni član Jugoslavenske Akademije znanosti i umjetnosti. Do svog umirovljenja 1976. radio je kao profesor na Filozofskom fakultetu, 1990-ih nije ušao u nikakve političke vode, nastavio je raditi svoje kapitalno djelo Filozofija historije koje mu je izašlo neposredno pred smrt.
Predrag Vranicki bio je aktivni sudionik Korčulanske škole kao i časopisa  Praxis od njegovog osnutka 1965. do ukinuća 1974.

## Popis značajnijih djela
Kao filozofa njega su osobito intrigirali problemi humanizma, povijesti i slobode, njegova najznačajnija filozofska djela bila su:
- Prilozi problematici društvenih nauka, Zagreb 1951.
- Dijalektički i historijski materijalizam Filozofska hrestomatija, kniga X, Nakladni zavod Matice Hrvarske, Zagreb, (1958.)1982.
- Čovjek i historija, Sarajevo 1966.
- Historija marksizma (1987., 3 knjige) Cekade, Zagreb, ISBN 86-7091-062-4
- Misaoni razvitak Karla Marxa, Zagreb 1953.
- Filozofske studije i kritike Zagreb 1957.
- Marksizam i socijalizam, Liber, Zagreb 1979.
- Socijalistička alternativa Školska knjiga, Zagreb 1982.
- Filozofija historije (3 knjige) Golden marketing, Zagreb, 1988.

## Vanjske poveznice
- Predrag Vranicki: Država i partija u socijalizmu  Arhivirana inačica izvorne stranice od 27. lipnja 2009. (Wayback Machine)
- Predrag Vranicki: On the Problem of Practice(engl.)
- MARKSIST PRAKSISOVSKE ORIJENTACIJE (In memoriam Ivana KUVAČIĆA u Novom listu  Arhivirana inačica izvorne stranice od 7. srpnja 2007. (Wayback Machine)
- In memoriam u beogradskom časopisu Nin